# Bachledova dolina
Bachledova dolina je dolina na pomezí Spišské Magury, Belianských Tater a Podtatranské brázdy. Patří do katastru obce Ždiar a města Vysoké Tatry.

## Turismus
Dolina je známou rekreační oblastí letní i zimní turistiky. Středisko Ski Bachledova nabízí možnosti ubytování i rekondice, ale také možnosti sáňkování, bruslení, lyžařské školy, dětského hřiště či procházku naučnou stezkou. V severní části se nacházejí lyžařské vleky a lanovky, na hřebeni propojené se střediskem v Jezersku. Lyžařský vlek slouží v letním období jako výtah bobové dráhy. Na hřebeni stojí rozhledna i atraktivní a bezbariérová Stezka korunami stromů.

## Přístup
Dolina i rekreační oblast je přístupná cestou, odbočující ze silnice I/66 (Spišská Belá – Ždiar – Tatranská Javorina). Podél cesty a později podél vleku vede  žlutá turistická značka z rozcestí Ždiar, Bachledova dolina na Malú poľanu ke Stezce v korunách stromů. Hřebenem vede z Magurského sedla na Magurku  modře značená turistická trasa.

## Galerie

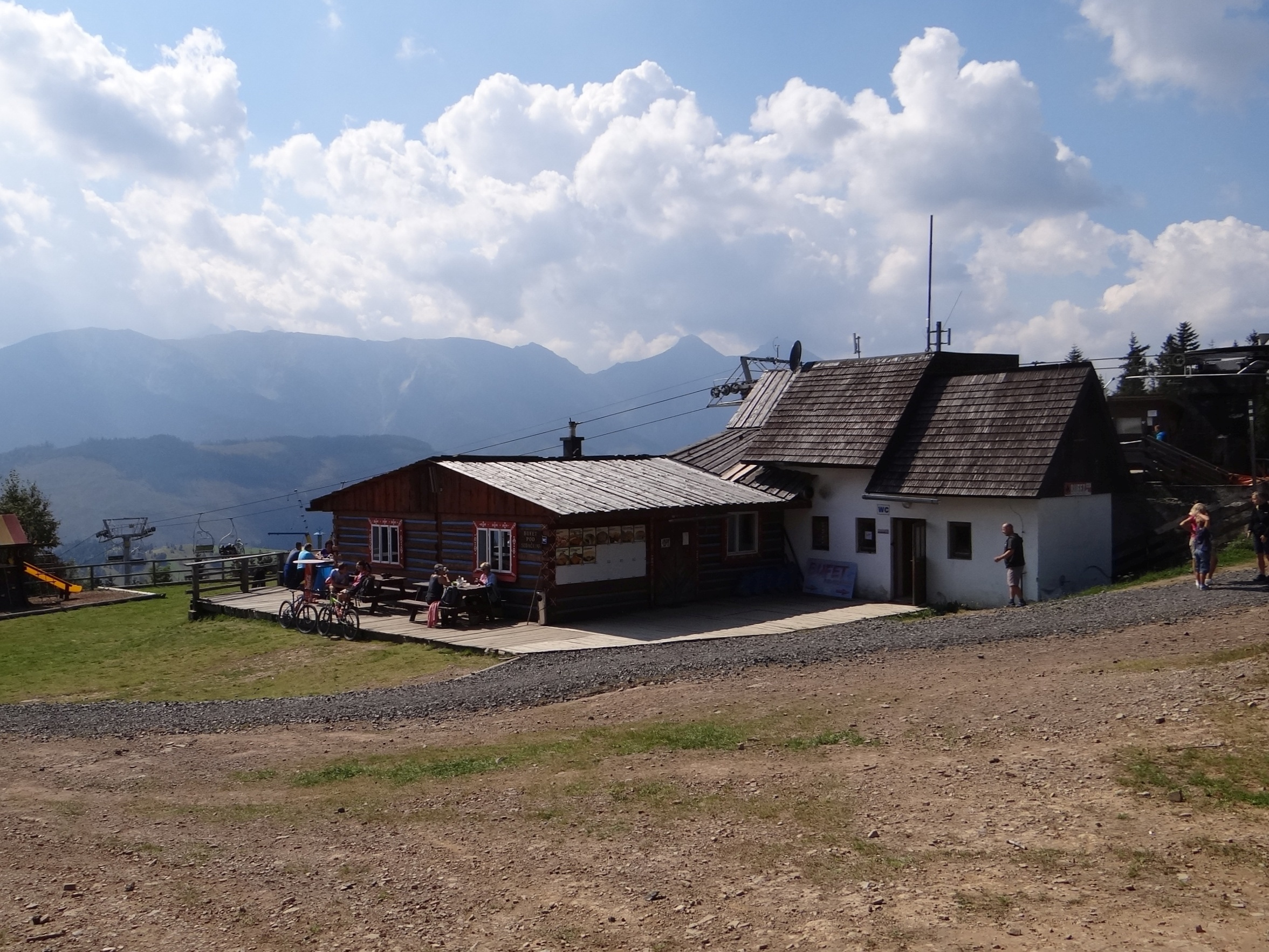
Lyžařské středisko
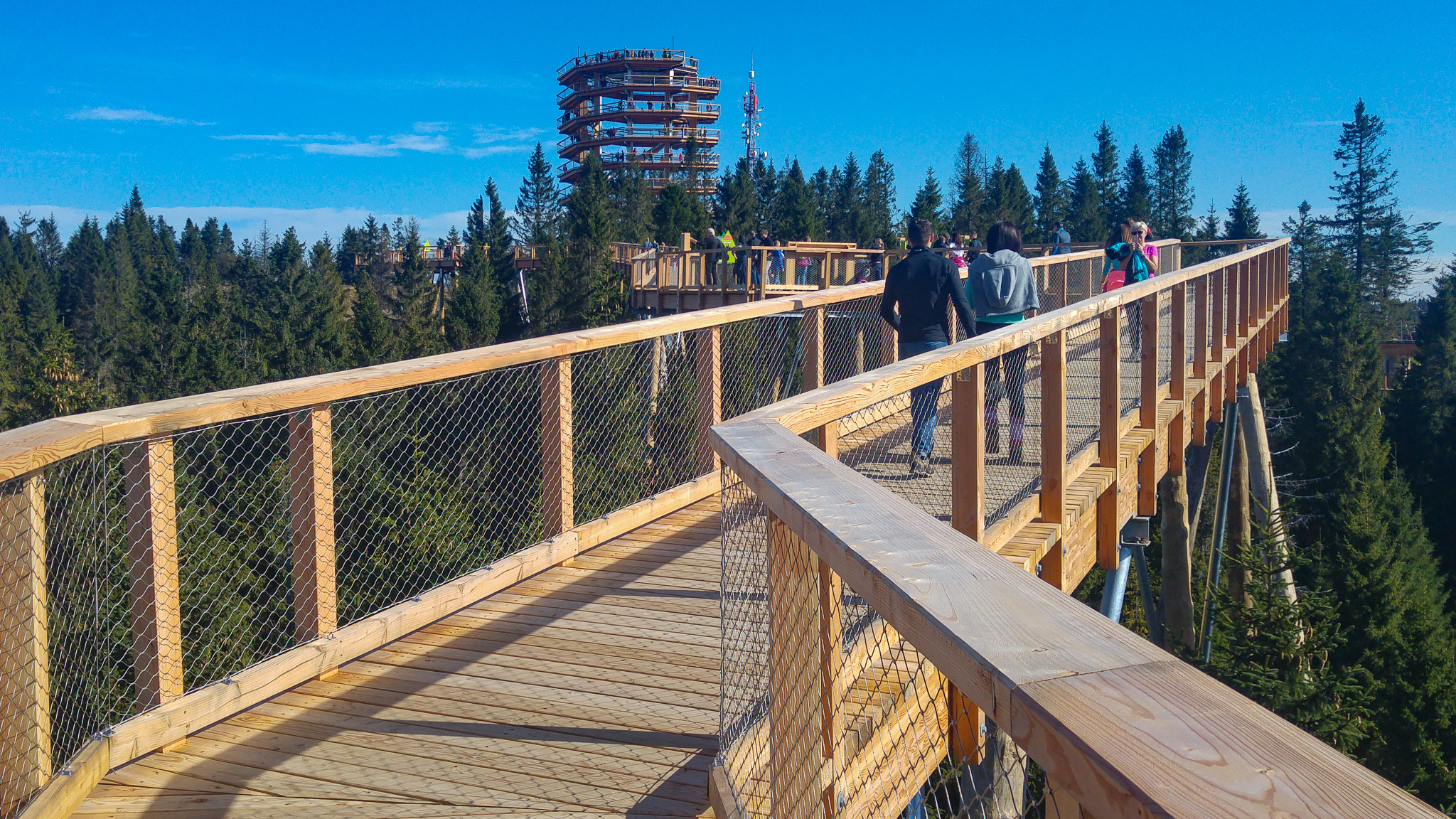
Stezka korunami stromů
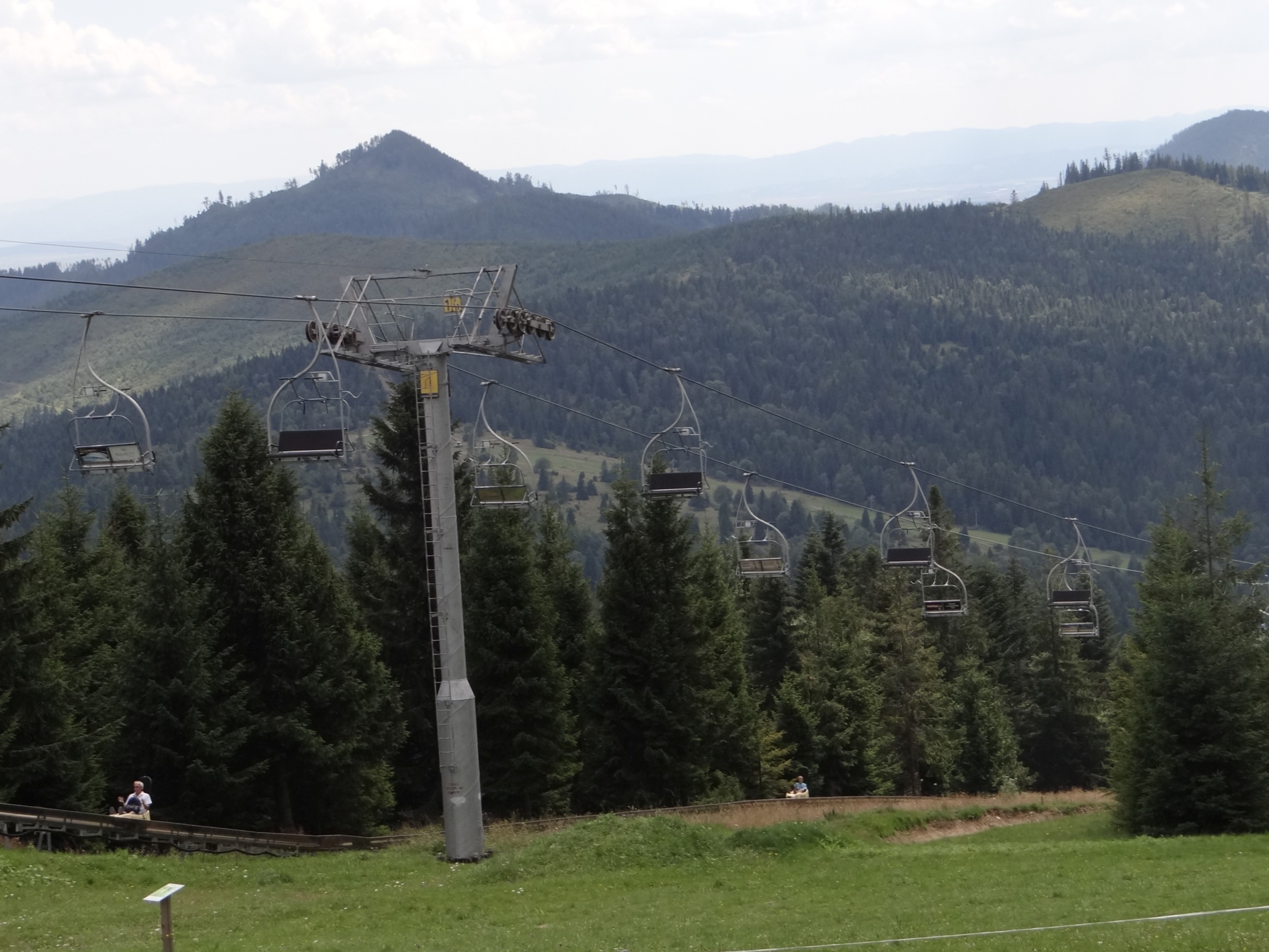
Bobová dráha
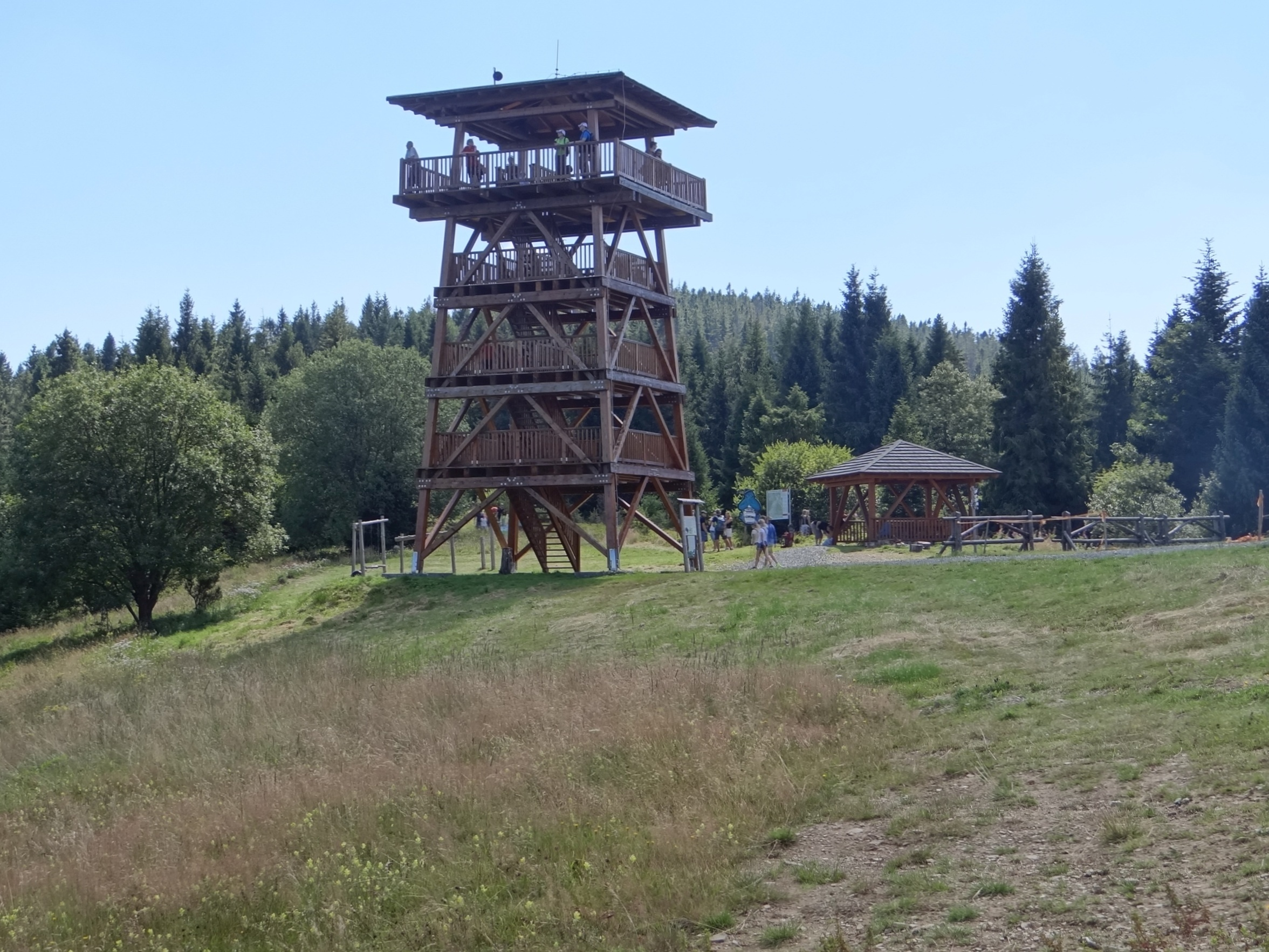
Rozhledna